# Creatures 2
Creatures 2 (kraće C2) je druga računalna igra iz 1998. godine u skupu računalnih igara Creatures čiji je žanr umjetni život. 

## Opis
Igra sadržava 3 vrste stvorenja: Grendelse, Ettinse i, o igraču ovisne, Nornove (iako je moguće da se igrač brine
i za Grendelse i Ettinse). Igra simulira život stvorenja i sadržava dvodimenzionalne biljke i životinje koji osiguravaju okoliš za tri glavne vrste da žive i razvijaju se.
Uz igru dolazi nekoliko vrsta Nornova: Pixie, Desert, Golden Desert (dolazi uz Life Kit#1) i Emerald (također i Green) Norn. Vrste se međusobno razlikuju po boji krzna, izgledu repa i glave, a igrač po potrebi može u igru dodavati nove vrste s Interneta, bazirane na izgledu originalnih vrsta koje dolaze s igrom. Najviše je vrsta bazirano na izgledu Pixie i Desert Nornova.
Igrač treba voditi računa o razini gladi, iscrpljenosti, žeđi, umoru stvorenja i sl. Može registrirati rođenje ili smrt stvorenja, pohvaliti ili kritizirati stvorenje te istraživati virtualni svijet koji se zove Albia. Postoji nekoliko načina rada: rad s nevidljivom/ vidljivom "rukom" koja služi za poučavanje stvorenja ili "ruka" kojom se guraju predmeti i stvorenja. U igri postoji oko 15 programa koji su veoma važni jer se pomoću njih može imenovati stvorenje, registrirati njegova smrt, dodavati nove objekte (zvane COB, kratica od Creatures Object), pratiti rad organa, razine kemijskih tvari i sl. Dva programa i jedno igrino obilježje nisu na početku odmah dostupni igraču te ih on mora sam aktivirati.
Svako stvorenje ima vlastiti jedinstveni digitalni DNK koji se sastoji od 4 znaka gdje su dopuštene jedino brojke i slova (primjeri su 1TIC i 5KLC). Počinje s jednoznamenkastim brojem.
Igrač je u mogućnosti "spremiti" bilo koje stvorenje u igri na tvrdi disk u obliku .exp datoteke, što omogućava razmjenu stvorenja s drugim igračima.  

### Nornovi
Stvorenje nastaje iz jajeta koje može biti različitih boja. Jaja Nornova mogu se izleći nakon što se odlože u inkubator i tamo provedu kratko vrijeme (oko 30 sekundi) ili se mogu izleći u divljini, što iziskuje više vremena, oko 5 minuta. Nakon što se rode, stvorenja su sposobna učiti nove riječi pomoću dva posebna računala. Prvi sadržava riječi koje označavaju radnje, a drugi osjećaje. 
Mozak Nornova uglavnom sadrži 970 neurona (neke vrste imaju 1316, a druge 1858 neurona). Stvorenja prolaze nekoliko životnih stadija: stadij bebe, djetinjstvo, adolescencija, mladost, odrasla dob, starija dob i senilna dob. Zlatnopustinjski Nornovi sporije stare od drugih vrsta, te žive dvaput više od većine ostalih, oko 10 sati. 
Nornovi prosječno žive 5-10 sati. Kad navrše adolescenciju (razdoblje koje prosječno počinje nešto poslije 1 sata), Nornovi se mogu razmnožavati, dok se nakon smrti Ettinsa ili Grendelsa automatski stvara novo jaje. 
Kada se Nornovi pare, igrač čuje zvuk dugog poljupca koji završava s 'pop', no parenje Nornova neće uvijek rezultirati trudnoćom ženke. Oni se mogu otežano pariti kada su u blizini drugih Nornova. Često parenje i nešto raniji ulazak u pubertet (s 40 minuta) karakteristični su kod vrste nazvane Valentine Norns.  
Geni se prenose s oba roditelja na mladunca. Ako igrač uključi genetički stroj u igri, moći će u laboratoriju križati dva stvorenja (Nornove, Grendelse i Ettinse). Oba stvorenja će umrijeti, a iz njih će nastati novo stvorenje nastalo križanjem dvaju.

### Genomi
U igri postoji nekoliko genoma: originalni 256 genom, zlatnopustinjski genom, Canny genom (kasnije Akammai Canny) te Nova Subterra genom. Među razvijateljima novih vrsta Nornova najpopularniji je zlatnjopustinjski genom. 
Nornovi s 256 genomom imaju 970 neurona u mozgu, te obično žive 5 sati. Postoje mnogi problemi s originalnim genomom, zbog kojih je Norn, otprilike nakon 1 sata igre, slabo jeo te bi otežano spavao. Problem je riješen kreiranjem Canny i Nova Subterra genoma. 
Nornovi s 256 genomom:
- Pixie
- Green (Emerald)
- Bird
- Desert

Zlatnopustinjski genom imaju sljedeće vrste Nornova:
- Golden Desert
- Bahama
- Calypso
- Sunny
- Bilba
- El Dorado
- Ice Shadow Tigger
- Dragonfly
- Higgledy Piggledy
- Camelot
- Morrigan's Lake
- Red Tail
- Hokuspokus
- Vulcana

Nornovi s Canny genomom imaju 1316 neurona i nekoliko dodanih područja u mozgu. Postoji naprednija verzija Canny genoma nazvana Akamai Canny.
Canny ili Akamai Canny genom imaju sljedeće vrste Nornova:
- Flora (modificirani Akamai Canny genom; mogu živjeti u vodi)
- Pegasus (Akamai Canny genom)
- Purple Flame (modificirani Canny genom)
- Kimahri (modificirani Canny genom)
- Furry Essex (modificirani Canny genom
- Angel (Akamai Canny)

Nornovi s Nova Subterra genomom slični su onima s Canny genomom, osim što imaju 1858 neurona. 

### Programi
U igri postoji oko 15 programa, i svaki od njih ima svoju točno određenu funkciju. Prozori većine programa su podijeljeni na više kartica (tabova), a igrač može imati otvorena najviše tri prozora programa odjednom.
- Health Kit
- Graveyard Kit
- Science Kit
- Advanced Science Kit (dodatak Science Kitu)
- Injector Kit
- Ecology Kit
- The Chronicles
- Breeder's Kit
- Emergency Kit
- Owner's Kit
- Observation Kit
- Hatchery

#### Hatchery i Emergency Kit
Hatchery je program s prikazanim gnijezdom u kojem igrač izabire jaje iz kojeg će se izleći Norn. Igrač može dobiti osnovne informacije o Nornu (spol i vrsta) koji će se izleći iz izabranog jajeta pomicanjem kursora miša na to jaje. 
Program ima napredne opcije u kojima igrač može izabrati koja će jaja biti prikazana u gnijezdu. Njihov broj koji odjednom može biti u gnijezdu je ograničen. U slučaju da u gnijezdu nema više jaja, igraču će se otvoriti prozor Emergency Kita koji će dodati nekoliko jaja u gnijezdo koja su slučajno izabrana od strane programa.

#### Science Kit i dodatak Advanced Science Kit
Science Kit je program koji ima svoj dodatak Advanced Science Kit. Nisu automatski aktivirani na početku igre. Kad igrač aktivira Science Kit neće imati pristup Advanced Science Kitu dok i njega ne aktivira.
Osnovna funkcija Science Kita je praćenje razine 255 kemijskih stvari u organizmu stvorenja te ubrizgavanje neke od 4 mješavine kemijskih tvari u organizam stvorenja koji mogu pomoći u slučaju da organi stvorenja ne funkcioniraju pravilno ili ne može jesti. Advanced Science Kit omogućuje igraču ubrizgavanje bilo koje od 255 kemijskih tvari u organizam stvorenja te dobivanje informacija o genima u stvorenju.  

#### Injector Kit
Injector Kit je program koji omogućuje umetanje objekta (to je COB - Creatures Object) u Albiju. S igrom dolazi oko 25 objekata te je većinu njih, za razliku od objekata u Creaturesima 1, moguće umetati u neograničenim količinama. Pišu se u CAOS-u, programskom jeziku na kojem je napisana igra. 
Prozor Injector Kita ima popis objekata trenutno instaliranih na računalo te odjeljak u kojem igrač može vidjeti koje kemijske tvari sadrži objekt te skripte korištene za pravljenje objekta, što je korisno u slučaju da su preuzeti s Interneta, jer su neki neprovjereni i/ili nepravilno napisani i mogu u slučaju korištenja srušiti igru, prouzrokovati makro grešku ili nanijeti štetu stvorenjima koja koriste objekte. 
Većinu je skripti u objekatima moguće poništiti, ali postoje skripte u njima s kojima to nije moguće uraditi, poput onih koje u Albiji uklanjaju nešto (npr. radijaciju ili otrovnu vrstu gljive) 

#### The Chronicles
The Chronicles je program koji prikazuje broj generacija Nornova, Nornove koje je igrač premjestio na tvrdi disk, popis svih rođenih i uginulih stvorenja te informacije o njihovom spolu i životnom razdoblju.      

#### Observation Kit
The Observation Kit prikazuje detalje o svim stvorenjima u Albiji (starost stvorenja, opće zdravlje) te dopušta upotrebu tzv. alarma kojima se igrač može obavijestiti ako razina neke kemijske tvari prijeđe onu definiranu.

#### Breeder's Kit
Prati razinu spolnih hormona u Nornova, ali može pokazati i stadij trudnoće u ženki Nornova. 
Igrač također može dodati nekoliko vrsta afrodizijaka u Albiju. 

#### Ecology Kit
Ecology Kit je program koji sadrži mapu Albije. Igrač može provjeriti razinu radioaktivnog zračenja u Albiji, količinu organskih i anorganskih tvari, svjetlosti itd. Program također omogućava igraču provjeravanje lokacije objekata koje igrač sam odredi. Pronađeni objekti prikazuju se na mapi kao zeleni kvadratići. Ako igrač klikne na jednog od njih, bit će preusmjeren na lokaciju gdje se nalaze pronađeni objekti.

#### Owner's Kit
Owner's Kit omogućava igraču imenovanje stvorenja, registriranje njegova rođenja i pravljenje njegovih slika koje igrač poslije može spremiti na računalo pod ekstenzijom .bmp.
Informacije koje igrač napiše ispod teksta Owner Information (njegovo ime, e-mail adresa, i web stranica ako ju ima) se objavljuju na Internetu. Nije ih obvezno popuniti. 

#### Health Kit
Health Kit prikazuje informacije o općem zdravlju stvorenja. Mjeri brzinu kucanja srca stvorenja i njegovu tjelesnu temperaturu (normalna iznosi 32 °C). Prikazuje informacije o tome koliko je stvorenje gladno ili žedno, osjeća li bol, i je li mu dosadno.    

### Mutacije
U Creaturesima 2 je zabilježen mnogo veći broj teških slučajeva mutacija nego što je to bio slučaj u igri Creatures 1. Među najčešćima od njih ubraja se mutacija zbog koje bi prouzročila smrt stvorenja odmah po rođenju (na engleskom se naziva stillbirth). Uzrok mutacije je često nepoznat, no može nastati zbog parenja dvaju Nornova s nekompatibilnim genomima: primjerice onih s originalnim 256 genomom s onima koji imaju Nova Subterra genom. Pošto se njihovi genomi znatno razlikuju jedan od drugih, potomak dvaju stvorenja može umrijeti po rođenju ili ostati bez nekog dijela tijela (čiji će izgled biti zamijenjen s onim iz Creaturesa 1). Zbog križanja tih genoma igra se može srušiti zbog nemogućnosti kreiranja novog stvorenja koje može imati manje od 400 ili više od 1000 gena (većina normalnih Nornova ima oko 900 gena). 
Pojedini Nornovi imaju mutaciju (nazvana je Child of the Mind) zbog koje uopće ne obraćaju pažnju na kursor miša ni na objekte. I dalje mogu učiti riječi i pariti se, no uglavnom uginu zbog gladi. Nastaje zbog poremećaja u određenom dijelu mozga i nemoguće ju je ublažiti ili iskorijeniti.
Ostale vrste mutacija:
- besmrtnost - Norn ne može prijeći u sljedeće životno razdoblje/stariji je od 10 sati
- poremećaj zbog kojeg Norn zaspe u određenom periodu života i više ga nije moguće probuditi, smatra se nasljednim stanjem
- OHSS (kratica od engleskog naziva One Hour Stupidity Syndrome) - uglavnom se događa kod Nornova s originalnim 256 genomom, Norn počinje hodati po zidu i "zaboraviti" jesti i spavati
- fast-agers - Nornovi koji stare brže od većine ostalih, obično imaju kraći životni vijek

### Wolfling runs
Wolfling runs su natjecanja popularna među njemačkim igračima C2, u kojima igrači nauče svoje odabrane Nornove osnovnim riječima te ih onda puštaju da se sami snalaze, bez njihove pomoći. "Pobjednik" je vlasnik onog Norna koji najduže preživi. Ovakva natjecanja su veoma kontroverzna među nekim igračima, koji smatraju da je to mučenje Nornova koji se tijekom wolfling runova redovito utapaju, razbolijevaju ili ugibaju od gladi. Postoje 3 tipa wolfling runa:
- wolfling run u kojem igrači ne dodavaju nikakve dodatne objekte (COB-ove) koji bi mogli Nornovima pomoći
- wolfling run u kojem igrači dodavaju nekoliko dodatnih objekata (COB-ova) koji bi mogli Nornovima pomoći
- forumski wolfling run

## Kompatibilnost s novijim sustavima
Do 2004. Creaturesi 2 nisu bili kompatibilni s Windowsima XP pa ih se u većini slučajeva nije moglo pokrenuti, iako je zabilježeno nekoliko slučajeva u kojima su ih korisnici s administratorskim ovlastima uspjeli instalirati i pokrenuti ih.
Na Windowsima Visti i Windowsima 7 korisnici su uglavnom dobivali poruke koje se tiču problema s izvođenjem DirectX-a i instalacije najnovijih drivera za video karticu. Kompatibilna inačica za dva najnovija sustava postoji na web stranici Good Old Games (gog.com).

## Ocjena
- PC Zone - 90 od 100
- Power Unlimited - 8.8 od 10
- GameStar - 80 od 100
- Svenska PC - 75 od 100
- Absolute Games - 75 od 100
- Gamezilla - 75 od 100
- PC Player 65 od 100
- Computer Games Magazine - 60 od 100

Prosječna ocjena: 76 od 100

## Vanjske poveznice
- Creatures Wiki članak
- Mummy Creatures  Arhivirana inačica izvorne stranice od 6. ožujka 2010. (Wayback Machine) (njem.) (engl.)
- Creatures of Avalon  Arhivirana inačica izvorne stranice od 29. ožujka 2010. (Wayback Machine) (njem.)
- Amanora Creatures[neaktivna poveznica] (engl.) (njem.)